# Darda (wieś)
Darda (serb. Дарда, niem. Lanzenau, węg. Dárda) – wieś w Chorwacji, w żupanii osijecko-barańskiej, siedziba gminy Darda. W 2011 roku liczyła 5323 mieszkańców.

## Położenie
Leży 13 km na północ od Osijeku, w tzw. Trójkącie barańskim.

## Historia
Darda i jej okolice były zamieszkałe już w starożytności. Po raz pierwszy jest wspomniana w dokumencie z 1280 r. jako pochodząca z czasów Arpadów miejscowość pod nazwą Turda.
Jej nazwa jest wymieniana w 1282 r. jako Tharda, Thorda, w 1290 i 1299 jako Thorda, w 1332-35 jako Turida, Torda, później jako (Kis-) i (Nagy-)Dárda i Dárda.
Pierwszymi znanymi posiadaczami byli członkowie rodziny Kemény. Podczas podziału majątku między jej członkami – Dénesem i Lőrincem, trafia w ręce Lőrinca, syna palatyna.
W 1332 r. była już parafią i ksiądz, według papieskiego rejestru, płacił 50 bani dziesięciny papieskiej.
Na tym płaskim, podmokłym obszarze najpierw Rzymianie, a potem Turcy zbudowali długą na 8 km przeprawę. W 1664 r. zniszczył ją Nikola Zrinski, aby utrudnić Turkom przemieszczanie. Jej resztki widoczne są do dzisiaj. Dla ochrony przeprawy zwanej mostem Sulejmana Turcy wybudowali tutaj twierdzę.
Wzorem dla herbu miasta stał się herb gałęzi rodziny Esterházych z Galanty.
Rodzina ta była jedną z najważniejszych rodzin w okolicy i dysponowała znacznymi posiadłościami ziemskimi. Kázmér Esterházy wybudował zamek, będący obecnie zabytkiem.
Spośród dwóch barokowych świątyń, katolicki kościół pod wezwaniem Jana Chrzciciela wybudowano w XVIII w. (w 1991 r. poważnie zniszczony), a w 1777 r. prawosławną cerkiew pod wezwaniem świętego Michała. W 1919 r. wśród 3368 mieszkańców było 1334 Węgrów, 1062 Niemców i 822 Serbów.
Do traktatu trianońskiego Darda należała do ówczesnego komitatu Baranya.

### Wojna w Chorwacji(1991-95)
Podczas wojny domowej w Jugosławii miejscowość trafiła w ręce Serbów, a w czasie przeprowadzonej w 1991 r. w zachodniej Slawonii operacji ORKAN-91, została zajęta przez Chorwatów. W czasie działań wojennych wiele budynków zostało uszkodzonych, a duża część mieszkańców uciekła jeszcze przed rozpoczęciem walk i, co znamienne, wielu Serbów i Węgrów już nie powróciło.

### Czasy współczesne
W mieście mieszka 5394 mieszkańców, którzy utrzymują się głównie z rolnictwa, produkcji żywności, leśnictwa, uprawy trzciny i pracy w przemyśle metalowym, ale charakterystyczna jest też turystyka myśliwska. W szkole podstawowej nie ma klasy o węgierskim języku nauczania, ale dzieci mają zapewnioną możliwość pielęgnowania swojego języka ojczystego. W wyniku wojny nastąpiły zmiany etniczne i z miejscowości z niewielką większością Chorwatów Darda stała się miejscowością o ich wyraźnej przewadze, kosztem ludności serbskiej i węgierskiej.